# Meigenia infima
Meigenia infima là một loài ruồi trong họ Tachinidae.